# دارکوب خال‌قلبی
دارکوب خال‌قلبی (نام علمی: Hemicircus canente) یک گونه از پرندگان خانوادهٔ دارکوبان است. دارای پرهای سیاه و سفید متضاد، بدنی به‌طور متمایز و سر گوه‌ای شکل بزرگ است که تشخیص آن را آسان می‌کند، در حالی که صدای مکرر آن شناساییش را آسان می‌کند، زیرا در زیر پوست شاخه‌های باریک بیرونی درختان به جستجوی بی‌مهرگان می‌پردازد. آن‌ها به صورت جفتی یا گروه‌های کوچک حرکت می‌کنند و اغلب در دسته‌های مخلوط در حال غذایابی یافت می‌شوند. آن‌ها پراکنش گسترده‌ای در سراسر آسیا دارند و جمعیت آن‌ها در جنگل‌های جنوب غربی و مرکزی هند است که کمی از محدوده آن‌ها در هیمالیا و جنوب شرق آسیا جدا شده‌است.

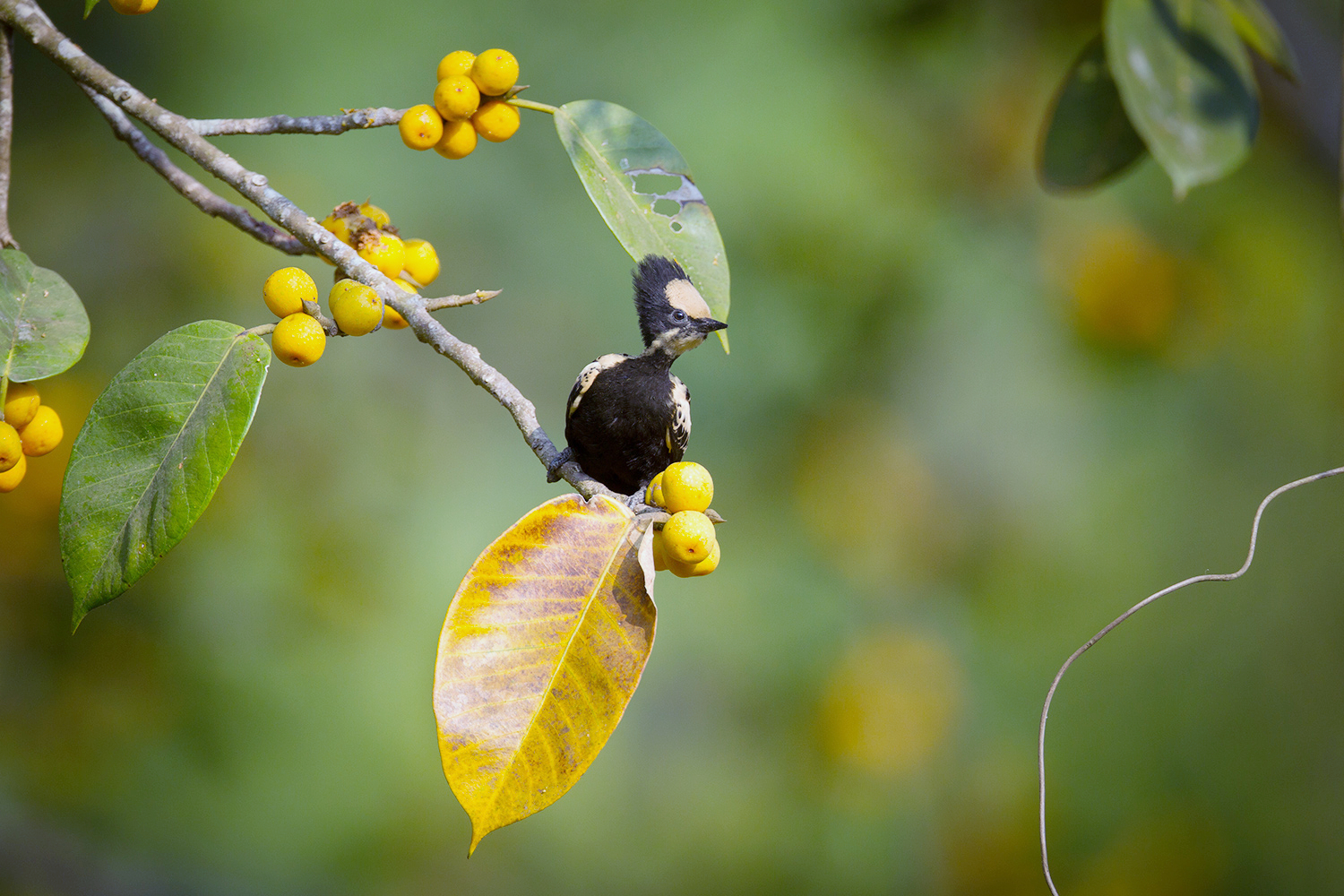
دارکوب خال‌قلبی ماده روی درخت انجیر در ذخیره‌گاه ببر Dandeli، هند